# Vahlefelderheide
Vahlefelderheide ist eine Hofschaft in Halver im Märkischen Kreis im Regierungsbezirk Arnsberg in Nordrhein-Westfalen (Deutschland).

## Lage und Beschreibung
Vahlefelderheide liegt auf 420 Meter über Normalnull im nördlichen Halver. Südlich des Ortes erhebt sich mit 433,3 Meter über Normalnull eine Erhebung, südwestlich eine mit 436,1 Meter; dort befindet sich auch eine Nebensiedlung von Kreisch und ein Sportplatz. Im Ort entspringt ein Zufluss der Bosseler Bachs.
Der Ort ist über eine Stichstraße zu erreichen, die von einer Nebenstraße der nahen Landesstraße L528 abzweigt. Weitere Nachbarorte sind Ober- und Niedervahlefeld, Vormbaum, Dommelnheide und Grünenbaum.

## Geschichte
Vahlefelderheide wurde erstmals 1763 urkundlich erwähnt, die Entstehungszeit der Siedlung wird im Zeitraum zwischen 1700 und 1750 vermutet. Vahlefelderheide ist ein Abspliss von Obervahlefeld.
1818 lebten fünf Einwohner im Ort. Laut der Ortschafts- und Entfernungs-Tabelle des Regierungs-Bezirks Arnsberg wurde Vahlefelderheide unter dem Namen Vahlefelder Heide als Kotten kategorisiert und besaß 1838 eine Einwohnerzahl von sechs, allesamt evangelischen Glaubens. Der Ort gehörte zu dieser Zeit der Kamscheider Bauerschaft innerhalb der Bürgermeisterei Halver an und besaß ein Wohnhaus und ein landwirtschaftliches Gebäude.
Das Gemeindelexikon für die Provinz Westfalen von 1887 gibt eine Zahl von sechs Einwohner an, die in einem Wohnhaus lebten.
Seit dem Frühmittelalter (nach anderen Angaben seit frühgeschichtlicher Zeit) befand sich bei Vahlefelderheide eine bedeutende Altstraße, der Handels-, Pilger- und Heerweg zwischen Hagen und Siegen, die heutige Landesstraße 528. Östlich des Ortes sind die Hohlwege erhalten und als Kulturdenkmal unter Schutz gestellt.